# La Promesse de l'aube (film, 1970)
Pour le roman initial, voir La Promesse de l'aube et La Promesse de l'aube (film, 2017).
Pour plus de détails, voir Fiche technique et Distribution.
La Promesse de l'aube est un film franco-américain réalisé par Jules Dassin, sorti en 1970, inspiré du roman éponyme de Romain Gary.

## Synopsis
Romain Gary raconte son enfance et sa jeunesse, depuis ses premières années passées à Vilnius, en Lituanie, après avoir fui la Russie avec sa mère, une ancienne actrice juive. Elle l’élève seule. Leurs difficultés les amènent à s’installer à Nice. Le rêve de sa mère est que Romain devienne ambassadeur et écrivain : elle s’épuise à gagner de l’argent, sacrifiant sa vie personnelle et sa santé à son fils, qui ne manque de rien, et qui doit seulement étudier et écrire. Il devient élève-officier à l’école de l’air de Salon-de-Provence. Mais sa promotion est refusée, car il est naturalisé de trop fraîche date, et doit alors inventer un mensonge pour éviter à sa mère une trop douloureuse déception. Lorsque la guerre éclate, il part comme simple caporal, la laissant très souffrante. Mais pendant toutes les années de guerre, il reçoit des lettres d’elle qui l’encouragent. Ayant rejoint l’aviation de la France libre, il combat en Grande-Bretagne, en Afrique (dont l'Éthiopie), en Syrie et termine la guerre avec le grade de capitaine. Il est fait compagnon de la Libération, se voit proposer d’entrer dans la diplomatie pour « services exceptionnels », publie Éducation européenne en Angleterre. Revenant à Nice à la fin de la guerre, il découvre que sa mère est morte trois ans avant son retour, à l'hôtel-pension Mermont : elle avait chargé une amie de lui transmettre au fur et à mesure des centaines de lettres écrites avant de mourir.

## Fiche technique
- Titre : La Promesse de l'aube
- Réalisation : Jules Dassin
- Scénario : Jules Dassin, d'après le roman de Romain Gary
- Production : Jules Dassin et Joe Levine pour MGM
- Photographie : Jean Badal
- Musique : Georges Delerue
- Décors : Alexandre Trauner
- Costumes : Theoni V. Aldredge
- Pays d'origine :  États-Unis /  France
- Format : Couleurs - 1,85:1 - Mono - 35 mm
- Genre : Drame
- Durée : 99 minutes
- Date de sortie : novembre 1970
- Affiche : Raymond Elseviers (Belgique)

## Distribution
- Melina Mercouri : Nina Kacew
- Assi Dayan : Romain à 25 ans
- Didier Haudepin : Romain à 15 ans
- François Raffoul : Romain à 9 ans
- Despo Diamantidou : Aniela
- Jean Martin : Igor Igorevitch
- Fernand Gravey : Jean-Michel Serusier
- Jacqueline Porel : Madame Mailer
- Elspeth March (en) : la grosse dame
- Maria Machado : Nathalie Lissenko
- Julie Dassin : une amie de Romain
- René Clermont : M. Piekielny
- Carol Cole (en) : Louison
- Marina Nestora : Mariette
- Audrey Berindey : Valentine Mailer
- Jules Dassin : Ivan Mosjoukine
- Dennis Berry : Belle-Gueule
- Romain Bouteille : le metteur en scène
- Philippe Castelli : un membre de l'équipe de tournage
- Marcel Charvey : un officier
- Thérèse Doreaux : l'actrice du film muet
- Roland Dubillard : le professeur
- Jacqueline Duc : Mme de Rare
- Robert Lombard : le portier du Negresco
- Charles Millot : le metteur en scène
- Muni : Angélique
- Rufus : le professeur de violon
- Jean Rupert : l'acheteur
- Jacques Santi : le soldat, ami de Romain
- Katia Tchenko : une comédienne
- Christian de Tillière : le professeur de danse
- Van Doude : un officier
- Orlane Zoulette : Une boulangère

## Musique
Initialement parue en album 33 tours, la bande originale du film Promise at Dawn composée par Georges Delerue a été éditée sur CD chez Disques Cinémusique en 2002.